# Prostitute (Neuroticfish)
Prostitute è il terzo EP di Neuroticfish, uscito nel 2002.

## Tracce
1. Prostitute – 3:45
2. Prostitute (NYC Club Edit) – 5:11
3. Prostitute (No Pop Mix) – 4:28
4. 3 Minutes Breakdown – 3:00